# Amblema elliottii
Amblema elliottii е вид мида от семейство Unionidae. Видът е незастрашен от изчезване.

## Разпространение
Разпространен е в САЩ (Алабама и Джорджия).